# Barbara Bregato
Barbara Bregato é uma diplomata italiana. Ela é embaixadora no Reino de Marrocos, e na Mauritânia.
Foi cônsul geral em Perth. Foi também embaixadora em San Marino.
Barbara Bregato dedicou uma exposição de arqueologia pela Universidade de Siena no Marrocos Participou de uma conferência da União Europeia sobre ameaças biológicas.